# Пелэм-Клинтон-Хоуп, Фрэнсис, 8-й герцог Ньюкасл-андер-Лайн
Фрэнсис Пелэм-Клинтон-Хоуп (англ. Francis Pelham-Clinton-Hope; 3 февраля 1866 — 20 апреля 1941) — 8-й герцог Ньюкасл-андер-Лайн.

## Биография
Учился в Итоне и Кембридже. После получения дополнительной фамилии и герба королевским патентом 1887 года был известен как лорд Хоуп. Был основным наследником состояния Хоупов, в том числе знаменитого алмаза. Вёл очень экстравагантную жизнь и был вынужден продать алмаз в 1902 году.

## Дети
- Генри Пелэм-Клинтон-Хоуп, 9-й герцог Ньюкасл-андер-Лайн
- Дориа Луис (1908—1942)
- Мэри (р. 1910)